# التحرير المسبق (الترجمة)
التحرير المسبق هو العملية التي يقوم من خلالها الإنسان بإعداد مستند قبل تطبيق الترجمة الآلية.  الهدف الأساسي للتحرير المسبق هو تقليل عبء عمل ما بعد التحرير من خلال تعديل المستند الأصلي لتحسين النتائج الأولية للترجمة الآلية. قد تستفيد المشاريع التي تستخدم الترجمة البشرية أيضًا من التحرير المسبق لأنه يمكن أن يوسع استخدام ذاكرة الترجمة.
بشكل عام، يكون التعديل المسبق مفيدًا في حالة وجود أكثر من ثلاث لغات مستهدفة. في هذه الحالة، يجب أن يُسهل التحرير المسبق عملية الترجمة الآلية عن طريق التدقيق الإملائي والنحوي، تجنب البنية التركيبية المعقدة أو الغامضة، والتحقق من اتساق المصطلح. ومع ذلك، فإنه ينطبق أيضًا على الملفات المحولة بشكل سيء.  يعد التحرير اللغوي المسبق أكثر أهمية من التحرير المسبق للتنسيق نظرًا لأن الأخطاء يمكن أن تؤثر على جودة الترجمة الآلية.